# TRAP1
TRAP1‏ (TNF receptor associated protein 1) هوَ بروتين يُشَفر بواسطة جين TRAP1 في الإنسان.